# Vaccinium luzoniense
Vaccinium luzoniense är en ljungväxtart som beskrevs av António José Rodrigo Vidal. Vaccinium luzoniense ingår i Blåbärssläktet, och familjen ljungväxter. Inga underarter finns listade i Catalogue of Life.